# Colton (Washington)
Colton je gradić u američkoj saveznoj državi Washington. Prema popisu stanovništva iz 2010. u njemu je živjelo 418 stanovnika.